# يحيى ديلو جيرو
يحيى ديلو جيرو (18 ديسمبر 1974 - 28 فبراير 2024) سياسي تشادي، وزعيم المعارضة كرئيس للحزب الاشتراكي بلا حدود. كان ابن أخ محمد ديبي.

## حياته السياسية
في 14 أكتوبر/تشرين الأول 2005، عندما اضطرت حكومة إدريس ديبي إلى الاعتراف بفرار أفراد من الجيش، وخاصة من الزغاوة، المجموعة العرقية التي ينتمي إليها الرئيس. وكان هؤلاء الهاربون تحت قيادة دجيرو. ومقرها في منطقة دارفور السودانية. كان دجيرو، مهندس اتصالات سابق، قد ترك حزب ديبي الحركة الوطنية للإنقاذ وأصبح رئيسًا للمجلس العسكري الثوري ("رئيس حزب الاشتراكي بلا حدود") يرأس منظمة تسمى منهاج التغيير والوحدة والديمقراطية (SCUD)، وهو تحالف للمتمردين. وأعلنت الجماعة خططها للإطاحة بديبي، وهي من عرقية الزغاوة. ولفتح المفاوضات مع الحكومة، طالب بالإفراج عن جميع السجناء السياسيين. وبعد ذلك ألقى صراحة ليصبح وزيراً في حكومة ديبي.
في 28 فبراير/شباط 2021، داهمت قوات الأمن منزل دجيرو في انجمينا، مما أسفر عن مقتل خمسة من أقاربه، بما في ذلك والدته وابنه. وقال بيان حكومي إن المداهمة كانت عملية لاعتقاله. كما قتل شخصان آخران وأصيب خمسة في القتال الذي أعقب ذلك.
وفي مارس 2021، أكد دليو أنه "سيتخذ العدالة الدولية" ضد نظام إدريس ديبي.[بحاجة لمصدر]
وفي فبراير/شباط 2024، أدى هجوم على مكاتب أجهزة المخابرات التشادية القوية إلى مقتل "عدة أشخاص" في انجمينا. وألقت الحكومة التشادية باللوم على الحزب الاشتراكي بلا حدود الذي يقوده يحيى . وجاء هذا الهجوم بعد اعتقال عضو في قوات الأمن العام متهم بـ”محاولة اغتيال رئيس المحكمة العليا”  ، وبعد يوم من الإعلان عن إجراء الانتخابات الرئاسية في 6 مايو/أيار المقبل. وردا على ذلك، حاصرت آليات عسكرية مقر قوات الأمن الفلسطينية وسط إطلاق نار كثيف. وفقًا لمنظمة مراقبة الإنترنت Netblocks، تم تقييد الاتصال. قُتل دجيرو في 28 فبراير/شباط 2024 بعد أن حاصر الجيش التشادي مكتب حزبه وسط اضطرابات بشأن الانتخابات. وألقت قوات الأمن القبض على صالح ديبي إنتو، عم رئيس الفترة الانتقالية في البلاد محمد إدريس ديبي، والعضو في "الحزب الاشتراكي بلا حدود".
في 2 مارس 2024 دعت منظمة "هيومن رايتس ووتش" إلى إجراء تحقيق مستقل مدعوم من الخارج في مقتل جيرو قبل شهرين من الانتخابات الرئاسية المقررة في مايو المقبل.
حذر نواب برلمان ومعارضون تشاد من أن المواجهات، التي تسبق الانتخابات الرئاسية قد تفتح الباب أمام إحكام الرئيس الانتقالي الحالي، محمد إدريس ديبي، سيطرته كاملة على البلاد أو الانزلاق نحو مواجهات عنيفة مع المعارضة والحركات المتمردة.